# Гонконг на летних Олимпийских играх 2008
Гонконг на Летние Олимпийские игры 2008 был направлен Спортивной федерацией и олимпийским комитетом Гонконга, Китай. В заявке Гонконга было представлено 34 спортсменов в одиннадцати видах спорта, которые не завоевали ни одной медали.

## Состав олимпийской команды

### Академическая гребля
В следующий раунд из каждого заезда проходили несколько лучших экипажей (в зависимости от дисциплины). В финал A выходили 6 сильнейших экипажей, остальные разыгрывали места в утешительных финалах B-F.
Мужчины
| Соревнование                                      | Спортсмены            | Предварительный заезд | Предварительный заезд | Предварительный заезд | Отборочный заезд | Отборочный заезд | Отборочный заезд | Четвертьфинал | Четвертьфинал | Четвертьфинал | Полуфинал     | Полуфинал     | Полуфинал     | Финал   | Финал   | Итоговое место |
| Соревнование                                      | Спортсмены            | Заезд                 | Время                 | Место                 | Заезд            | Время            | Место            | Заезд         | Время         | Место         | Заезд         | Время         | Место         | Время   | Место   | Итоговое место |
| ------------------------------------------------- | --------------------- | --------------------- | --------------------- | --------------------- | ---------------- | ---------------- | ---------------- | ------------- | ------------- | ------------- | ------------- | ------------- | ------------- | ------- | ------- | -------------- |
| одиночки                                          | Ло Хиуфун (Ло Сяофэн) | 3                     | 7:45,96               | 3 Q                   | Не проводится    | Не проводится    | Не проводится    | 3             | 7:29,21       | 6             | Полуфинал C/D | Полуфинал C/D | Полуфинал C/D | Финал D | Финал D | 20             |
| одиночки                                          | Ло Хиуфун (Ло Сяофэн) | 3                     | 7:45,96               | 3 Q                   | Не проводится    | Не проводится    | Не проводится    | 3             | 7:29,21       | 6             | 1             | 7:32,61       | 6             | 7:06,17 | 2       | 20             |
| Чау Квонвин (Цзоу Гуанъянь) Соу Саува (Су Сяохуа) | Распашные Двойки      | 6:34,51               | 4 R                   | 6:58,71               | 5 SC/D           |                  |                  | 6:33,79       | 3 FC          | 6:34,48       | 16            |               |               |         |         |                |

Женщины
| Спортсмены             | Дисциплина | Предварительные | Предварительные | Четвертьфинал | Четвертьфинал | Полуфинал | Полуфинал | Финал   | Финал |
| Спортсмены             | Дисциплина | Время           | Место           | Время         | Место         | Время     | Место     | Время   | Место |
| ---------------------- | ---------- | --------------- | --------------- | ------------- | ------------- | --------- | --------- | ------- | ----- |
| Ли Камань (Ли Цзявэнь) | Одиночки   | 8:23,02         | 5 К             | 8:04,68       | 6 SC/D        | 8:30,80   | 6 FE      | 7:56,07 | 23    |

- Руководитель: Кристофер Джон Перри
- Главный тренер: Вон Чиваи (Хуан Чживэй)

### Бадминтон
Мужчины
| Спортсмен      | Разряд    | 1/64                         | 1/32                 | 1/16                 | Четвертьфинал        | Полуфинал            | Финал                | Финал                |
| Спортсмен      | Разряд    | Соперник Счёт                | Соперник Счёт        | Соперник Счёт        | Соперник Счёт        | Соперник Счёт        | Соперник Счёт        | Место                |
| -------------- | --------- | ---------------------------- | -------------------- | -------------------- | -------------------- | -------------------- | -------------------- | -------------------- |
| Ын Ваи (У Вэй) | одиночный | Линь Дань(1) Пор 16-21 13-21 | Закончил выступление | Закончил выступление | Закончил выступление | Закончил выступление | Закончил выступление | Закончил выступление |

Женщины
| Спортсмен             | Разряд    | 1/64                          | 1/32                        | 1/16                                | Четвертьфинал         | Полуфинал             | Финал                 | Финал                 |
| Спортсмен             | Разряд    | Соперник Счёт                 | Соперник Счёт               | Соперник Счёт                       | Соперник Счёт         | Соперник Счёт         | Соперник Счёт         | Место                 |
| --------------------- | --------- | ----------------------------- | --------------------------- | ----------------------------------- | --------------------- | --------------------- | --------------------- | --------------------- |
| Ип Пхуйинь (Е Пэйянь) | одиночный | Трейси Хэллем Пор 15-21 17-21 | Закончила выступление       | Закончила выступление               | Закончила выступление | Закончила выступление | Закончила выступление | Закончила выступление |
| (4) Ван Чэнь          | одиночный |                               | Ева Сладекова Поб 21-7 21-7 | Саина Нехваль Пор 19-21 21-11 11-21 | Закончила выступление | Закончила выступление | Закончила выступление | Закончила выступление |

- Руководитель команды: Сюй Шоуху
- Тренер: Хэ Имин
- Тренер: Чжэн Юйминь

### Велоспорт

#### Маунтинбайк
Мужчины
| Спортсмен                     | Дисциплина  | Время | Место |
| ----------------------------- | ----------- | ----- | ----- |
| Чхань Чаньхин (Чэнь Чжэньсин) | Маунтинбайк | Н/Д   | НФ    |

#### Шоссейный велоспорт
Мужчины
| Спортсмен                 | Дисциплина      | Время              | Место |
| ------------------------- | --------------- | ------------------ | ----- |
| У Киньсань (Ху Цзяньшэнь) | Шоссейные гонки | 7ч 05' 57 (+42:08) | 88    |

#### Трековый велоспорт
Гонка по очкам
| Спортсмен                  | Дисциплина              | Очков/кругов | Место |
| -------------------------- | ----------------------- | ------------ | ----- |
| Вон Кампоу (Хуан Цзиньбао) | мужчины, гонка по очкам | 5            | 15    |
| Вонг Ваньиу (Хуан Ваньяо)  | женщины, гонка по очкам | 0            | 15    |

- Руководитель команды: Вон Иува (Хуан Яохуа)
- Тренер: Шэнь Цзинькан
- Тренер: Чжан Сяохуа
- Тренер: Чжан Цзе
- Механик: Мань Ваичун (Вэнь Хуйчжун)

### Конный спорт
Индивидуальная выездка
| Спортсмен                         | Лошадь        | Дисциплина             | Этап 1 | Этап 1 | Этап 2 | Этап 2 | Этап 2 | Этап 3               | Этап 3               | Этап 3               | Финал                | Финал                | Финал                | Финал                | Финал                | Финал                |
| Спортсмен                         | Лошадь        | Дисциплина             | Этап 1 | Этап 1 | Этап 2 | Этап 2 | Этап 2 | Этап 3               | Этап 3               | Этап 3               | Этап A               | Этап A               | Этап B               | Этап B               | Всего                | Всего                |
| Спортсмен                         | Лошадь        | Дисциплина             | Штраф  | Место  | Штраф  | Всего  | Место  | Штраф                | Всего                | Место                | Штраф                | Место                | Штраф                | Место                | Штраф                | Место                |
| --------------------------------- | ------------- | ---------------------- | ------ | ------ | ------ | ------ | ------ | -------------------- | -------------------- | -------------------- | -------------------- | -------------------- | -------------------- | -------------------- | -------------------- | -------------------- |
| Кеннет Чэн Манькит (Чжэн Вэньцзе) | Кэн Ду/Во нэн | Индивидуальная выездка | 6      | 46 T   | 21     | 27     | 57     | Закончил выступление | Закончил выступление | Закончил выступление | Закончил выступление | Закончил выступление | Закончил выступление | Закончил выступление | Закончил выступление | Закончил выступление |
| Патрик Лам Лапсёнь (Линь Лисинь)  | Урбан/Чэнши   | Индивидуальная выездка | 0      | 1 T    | 9      | 9      | 22 T   | 36                   | 45                   | 46                   | Закончил выступление | Закончил выступление | Закончил выступление | Закончил выступление | Закончил выступление | Закончил выступление |
| Саманта Лам Чисам (Линь Цзысинь)  | Трезор        | Индивидуальная выездка | 14     | 66 T   | 29     | 43     | 63 T   | Закончил выступление | Закончил выступление | Закончил выступление | Закончил выступление | Закончил выступление | Закончил выступление | Закончил выступление | Закончил выступление | Закончил выступление |
| Дженифер Ли                       | Мистер Бёрнс  | Индивидуальная выездка |        |        |        |        |        |                      |                      |                      |                      |                      |                      |                      |                      |                      |

Командная выездка
| Спортсмены | Лошадь | Дисциплина        | Квалификация | Квалификация | Финал  | Финал  | Финал                 | Финал                 | Финал                 | Финал                 | Финал                 | Финал                 |
| Спортсмены | Лошадь | Дисциплина        | Квалификация | Квалификация | Этап 1 | Этап 1 | Этап 2                | Этап 2                | Всего                 | Всего                 | Jump off              | Jump off              |
| Спортсмены | Лошадь | Дисциплина        | Штраф        | Место        | Штраф  | Место  | Штраф                 | Место                 | Штраф                 | Место                 | Штраф                 | Место                 |
| --- | ------ | ----------------- | ------------ | ------------ | ------ | ------ | --------------------- | --------------------- | --------------------- | --------------------- | --------------------- | --------------------- |
| Патрик Лам Лапсёнь (Линь Лисинь) Патрик Лам Лапсёнь (Линь Лисинь) Саманта Лам Чисам (Линь Цзысинь) Дженифер Ли |        | Командная выездка | 20           | 11           | 59     | 15     | Закончили выступление | Закончили выступление | Закончили выступление | Закончили выступление | Закончили выступление | Закончили выступление |

- Руководитель команды: Хенрикус Францискус Нурен
- Руководитель команды: Дитмар Вальтер Гуглер
- Ветеринар: Эдурадо Мораис де Альмейда Пинто Феликс

### Лёгкая атлетика
Мужчины
| Спортсмен                 | Дисциплина | Предварительный | Предварительный | Четвертьфинал        | Четвертьфинал        | Полуфинал            | Полуфинал            | Финал                | Финал                |
| Спортсмен                 | Дисциплина | Результат       | Место           | Результат            | Место                | Результат            | Место                | Результат            | Место                |
| ------------------------- | ---------- | --------------- | --------------- | -------------------- | -------------------- | -------------------- | -------------------- | -------------------- | -------------------- |
| Лай Чаньхоу (Ли Чжэньхао) | 100 м      | 10,63"          | 7               | Закончил выступление | Закончил выступление | Закончил выступление | Закончил выступление | Закончил выступление | Закончил выступление |

Женщины
| Спортсмен                | Дисциплина | Предварительный | Предварительный | Четвертьфинал         | Четвертьфинал         | Полуфинал             | Полуфинал             | Финал                 | Финал                 |
| Спортсмен                | Дисциплина | Результат       | Место           | Результат             | Место                 | Результат             | Место                 | Результат             | Место                 |
| ------------------------ | ---------- | --------------- | --------------- | --------------------- | --------------------- | --------------------- | --------------------- | --------------------- | --------------------- |
| Вань Киньи (Вэнь Цзяньи) | 100 м      | 12,37           | 6               | Закончила выступление | Закончила выступление | Закончила выступление | Закончила выступление | Закончила выступление | Закончила выступление |

- Руководитель команды: Александр Лён Хонсёнь (Лян Куаншунь)
- Руководитель команды: Джозеф Вон Кимлёнь (Хуан Цзяньлинь)

### Настольный теннис
Мужчины
| Спортсмен              | Разряд    | Предварительный этап | Этап 1             | Этап 2                      | Этап 3                   | Этап 4                         | Четвертьфинал         | Полуфинал            | Финал                |
| Спортсмен              | Разряд    | Соперник Результат   | Соперник Результат | Соперник Результат          | Соперник Результат       | Соперник Результат             | Соперник Результат    | Соперник Результат   | Соперник Результат   |
| ---------------------- | --------- | -------------------- | ------------------ | --------------------------- | ------------------------ | ------------------------------ | --------------------- | -------------------- | -------------------- |
| (9) Чён Юк (Чжан Юй)   | одиночный |                      |                    |                             | Йорген Перссон Пор 1 - 4 | Закончил выступление           | Закончил выступление  | Закончил выступление | Закончил выступление |
| Коу Лаичак (Гао Лицзэ) | одиночный |                      |                    | Панагиотис Гионис Поб 4 - 3 | (6) Рю Сынъмин Поб 4 - 2 | (11) Дмитрий Овчаров Поб 4 - 1 | (1) Ван Хао Пор 1 - 4 | Закончил выступление | Закончил выступление |
| (8) Ли Цзин            | одиночный |                      |                    |                             | Чанъ Сонъман Поб 4 - 1   | Тань Жуйу Пор 2 - 4            | Закончил выступление  | Закончил выступление | Закончил выступление |

Мужская команда
| Команды | О | И | В | П | ВМ | ПМ |
| ------- | - | - | - | - | -- | -- |
| Япония  | 6 | 3 | 3 | 0 | 9  | 0  |
| Гонконг | 5 | 3 | 2 | 1 | 6  | 4  |
| Нигерия | 4 | 3 | 1 | 2 | 3  | 8  |
| Россия  | 3 | 3 | 0 | 3 | 3  | 9  |

13 августа
| 10:00 (UTC+8) | Гонконг | 3–1 | Россия |

- Коу Лаичак (Гао Лицзэ) — Фёдор Кузьмин 3:2 (–8, 9, 2, –6, 5)
- Чён Юк (Чжан Юй) — Алексей Смирнов 1:3 (9, –10, –9, –10)
- Ли Цзин / Коу Лаичак (Гао Лицзэ) — Дмитрий Мазунов / Алексей Смирнов 3:2 (–4, –8, 7, 5, 10)
- Чён Юк (Чжан Юй) — Дмитрий Мазунов 3:0 (8, 9, 8)

13 августа
| 19:30 (UTC+8) | Гонконг | 3–0 | Нигерия |

14 августа
| 14:30 (UTC+8) | Гонконг | 0–3 | Япония |

Бронзовые матчи на вылет. Этап 1:  Гонконг 3 - 0  Китайский Тайбэй 

Бронзовые матчи на вылет. Этап 2:  Гонконг 1 - 3  Республика Корея
Женщины
| Спортсмен              | Разряд    | Предварительный этап | Этап 1             | Этап 2              | Этап 3                       | Этап 4                  | Четвертьфинал          | Полуфинал             | Финал                 |
| Спортсмен              | Разряд    | Соперник Результат   | Соперник Результат | Соперник Результат  | Соперник Результат           | Соперник Результат      | Соперник Результат     | Соперник Результат    | Соперник Результат    |
| ---------------------- | --------- | -------------------- | ------------------ | ------------------- | ---------------------------- | ----------------------- | ---------------------- | --------------------- | --------------------- |
| Лау Сёйфэй (Лю Сюйфэй) | одиночный |                      |                    | Сянь Ифан Поб 4 - 1 | (2) Го Юэ Пор 0 - 4          | Закончила выступление   | Закончила выступление  | Закончила выступление | Закончила выступление |
| (10) Линь Лин          | одиночный |                      |                    |                     | Татьяна Костромина Поб 4 - 0 | (4) Ли Цзявэй Пор 3 - 4 | Закончила выступление  | Закончила выступление | Закончила выступление |
| (7) Те Яна             | одиночный |                      |                    |                     | Шэнь Янфэй Поб 4 - 1         | Ли Цянбин Поб 4 - 3     | (3) Ван Нань Пор 1 - 4 | Закончила выступление | Закончила выступление |

Женская команда
| Команды  | О | И | В | П | ВМ | ПМ |
| -------- | - | - | - | - | -- | -- |
| Гонконг  | 6 | 3 | 3 | 0 | 9  | 0  |
| Румыния  | 5 | 3 | 2 | 1 | 6  | 5  |
| Польша   | 4 | 3 | 1 | 2 | 5  | 7  |
| Германия | 3 | 3 | 0 | 3 | 1  | 9  |

13 августа
| 14:30 (UTC+8) | Гонконг | 3–0 | Польша |

14 августа
| 10:00 (UTC+8) | Гонконг | 3–0 | Румыния |

14 августа
| 19:30 (UTC+8) | Гонконг | 3–0 | Германия |

Полуфинал:  Гонконг 0 - 3  Китай 

Бронзовые матчи на вылет. Этап 2:  Гонконг 2 - 3  Япония
- Руководитель команды: Хуи Цзюнь
- Тренер: Чхань Конва (Чэнь Цзянхуа)
- Тренер: Ли Хуэйфэнь

### Парусный спорт
Мужчины
| Спортсмены                    | Дисциплина | Гонка         | Гонка         | Гонка         | Гонка         | Гонка         | Гонка            | Гонка          | Гонка           | Гонка         | Гонка         | Гонка         | Очков | Место |
| Спортсмены                    | Дисциплина | 1             | 2             | 3             | 4             | 5             | 6                | 7              | 8               | 9             | 10            | Место         | Очков | Место |
| ----------------------------- | ---------- | ------------- | ------------- | ------------- | ------------- | ------------- | ---------------- | -------------- | --------------- | ------------- | ------------- | ------------- | ----- | ----- |
| Чхань Кинъинь (Чэнь Цзинжань) | Парус      | +1:02 5оч 5-й | +1:00 4оч 2-й | +0:16 2оч 2-й | +1:01 5оч 2-й | +2:13 3оч 2-й | +4:19 (33оч) 1-й | +4:17 21оч 5-й | +13:19 27оч 8-й | +1:56 7оч 7-й | +2:07 8оч 7-й | +0:00 2оч 6-й | 84    | 6-й   |

Женщины
| Спортсмены                 | Дисциплина | Гонка           | Гонка          | Гонка         | Гонка          | Гонка         | Гонка           | Гонка         | Гонка          | Гонка            | Гонка         | Гонка          | Очков | Место |
| Спортсмены                 | Дисциплина | 1               | 2              | 3             | 4              | 5             | 6               | 7             | 8              | 9                | 10            | Место          | Очков | Место |
| -------------------------- | ---------- | --------------- | -------------- | ------------- | -------------- | ------------- | --------------- | ------------- | -------------- | ---------------- | ------------- | -------------- | ----- | ----- |
| Чхань Ваикхэй (Чэнь Хуйци) | Парус      | +2:29 10оч 10-й | +2:27 10оч 8-й | +2:07 6оч 8-й | +2:18 13оч 8-й | +2:40 7оч 9-й | +3:51 12оч 10-й | +2:44 6оч 9-й | +5:37 7оч 10-й | +4:02 (14оч) 9-й | +1:30 4оч 9-й | +1:54 18оч 9-й | 93    | 9-й   |

- Руководитель команды: Лам Винчхун (Линь Юнцун)
- Тренер: Рене Аппель
- Помощник тренера: Чён Квопан (Чжан Гобинь)

### Плавание
- Руководитель команды: Уилсон Ён Камтат (Ян Цзиньда)

Женщины
| Стефани Ау Хойсёнь (Оу Кайчунь) | 400 м вольным стилем | 4:14,82 | 24 |                       |                       | Закончила выступление | Закончила выступление |                       |                       |
| Стефани Ау Хойсёнь (Оу Кайчунь) | 200м вольным стилем  | 2:00,85 | 31 | Закончила выступление | Закончила выступление | Закончила выступление | Закончила выступление |                       |                       |
| Стефани Ау Хойсёнь (Оу Кайчунь) | 800м вольным стилем  | 8:41,66 | 29 |                       |                       | Закончила выступление | Закончила выступление | Закончила выступление | Закончила выступление |
| Элен Чхань Юнин (Чэнь Юйнин)    | 50м вольным стилем   | 0:26,54 | 44 | Закончила выступление | Закончила выступление | Закончила выступление | Закончила выступление | Закончила выступление | Закончила выступление |
| Шери Чхой Хиуваи (Цай Сяохуй)   | 200м, комплекс       | 2:18,91 | 33 | Закончила выступление | Закончила выступление | Закончила выступление | Закончила выступление |                       |                       |
| Шери Чхой Хиуваи (Цай Сяохуй)   | 100м, на спине       | 1:02,68 | 34 | Закончила выступление | Закончила выступление | Закончила выступление | Закончила выступление | Закончила выступление | Закончила выступление |
| Ханна Джейн Арнетт Уилсон       | 100м, баттерфляй     | 0:59,35 | 30 | Закончила выступление | Закончила выступление | Закончила выступление | Закончила выступление | Закончила выступление | Закончила выступление |
| Ханна Джейн Арнетт Уилсон       | 100м, вольный стиль  | 0:55,32 | 26 | Закончила выступление | Закончила выступление | Закончила выступление | Закончила выступление |                       |                       |

Установлены рекорды Гонконга:
- Стефани Ау Хойсёнь (Оу Кайчунь) на 200 м вольным стилем
- Шери Чхой Хиуваи (Цай Сяохуй) на 200 м, комплекс
- Ханна Джейн Арнетт Уилсон на 100 м, баттерфляй и 100 м, вольный стиль

### Стрельба
Мужчины
| Спортсмены        | Дисциплина                | Квалификация | Квалификация | Финал                | Финал                |
| Спортсмены        | Дисциплина                | Очков        | Место        | Очков                | Место                |
| ----------------- | ------------------------- | ------------ | ------------ | -------------------- | -------------------- |
| Вон Фаи (Ван Хуй) | Скоростной пистолет, 25 м | 558          | 18           | Закончил выступление | Закончил выступление |

- Руководитель команды: Ён Чхоучхи (Ян Цзецы)

### Триатлон
Мужчины
| Спортсмен                  | Дисциплина | Плавание | Велоспорт | Бег   | Всего      | Место |
| -------------------------- | ---------- | -------- | --------- | ----- | ---------- | ----- |
| Дэниэл Лэй Чиво (Ли Чжихэ) | Личное     | 18:54    | 58:24     | 36:22 | 1:54:40,78 | 43    |

Женщины
| Спортсмен                   | Дисциплина | Плавание           | Велоспорт | Бег | Всего  | Место |
| --------------------------- | ---------- | ------------------ | --------- | --- | ------ | ----- |
| Таня Мак Соунин (Май Сунин) | Личное     | 21:18 (+1:29) 54-й |           |     | Lapped | —     |

- Руководитель команды: Патрик, Эндрю Джон
- Главный тренер: Рут Кэтрин Хант

### Фехтование
Мужчины
| Спортсмен                | Дисциплина | 1/64           | 1/32                | 1/16                 | Четвертьфинал        | Полуфинал            | Финал                |
| Спортсмен                | Дисциплина | Соперник Очков | Соперник Очков      | Соперник Очков       | Соперник Очков       | Соперник Очков       | Соперник Очков       |
| ------------------------ | ---------- | -------------- | ------------------- | -------------------- | -------------------- | -------------------- | -------------------- |
| Лау Квоккин (Лю Гоцзянь) | Рапира     |                | Кэнта Тида Пор 6-15 | Закончил выступление | Закончил выступление | Закончил выступление | Закончил выступление |

Женщины
| Спортсмен               | Дисциплина | 1/64           | 1/32                            | 1/16                  | Четвертьфинал         | Полуфинал             | Финал                 |
| Спортсмен               | Дисциплина | Соперник Очков | Соперник Очков                  | Соперник Очков        | Соперник Очков        | Соперник Очков        | Соперник Очков        |
| ----------------------- | ---------- | -------------- | ------------------------------- | --------------------- | --------------------- | --------------------- | --------------------- |
| Ён Чхёйлин (Ян Цуйлин)  | Шпага      |                | Ильдико Минча-Небальд Пор 11-15 | Закончила выступление | Закончила выступление | Закончила выступление | Закончила выступление |
| Чоу Чикхэй (Чжоу Цзыци) | Сабля      |                | Бао Инъин Пор 5-15              | Закончила выступление | Закончила выступление | Закончила выступление | Закончила выступление |

- Тренер: Андраш Дечи
- Тренер: Ван Чанъюн

## Делегация
- Президент НОК: Тимоти Фок Чаньтхин (Хо Чжэньтин)
- Генеральный секретарь: Пхан Чхун (Пэн Чун)
- Руководитель делегации: Виктор Хёй Чхёнькваи (Сюй Цзинькуй)
- Руководитель делегации парусного спорта: Карл Квок Чилён (Го Чжилян)
- Headquarters Official: Вивьен Лау Чёнчю (Лю Чжанчжу)
- Headquarters Official: Лён Мэйлэй (Лян Мэйли)
- Руководитель медцентра: Джулиан Чён Ваи (Чжан Вэй)
- Руководитель делегации конного спорта: Саша Йоханнес Экганс
- NOC Guest: Энтони Фрэнсис Мартин Конуэй
- Medical Officials: Ён Саимоу (Саймон) (Ян Шимо)
- Medical Officials: Дебби Лук Камэй (Лу Цзямэй)
- Medical Officials: Фиби Чхёк Ваилин (Чжо Хуйлин)
- Medical Officials: Лун Кам-инь (Лун Циньянь)
- Medical Officials: Сюй Чжэнчжэн
- Youth Camp Participants: Сэмюэл Лэй Чунхим (Ли Чжунцянь)
- Youth Camp Participants: У Винтхун (Ху Юнтун)